# Jutta Weinhold
Pour les articles homonymes, voir Weinhold.
Jutta Weinhold (née le 19 octobre 1947 à Mayence) est une chanteuse allemande.

## Biographie
Après avoir chanté dans des groupes amateurs à la fin des années 1960, Weinhold est engagée en 1969 pour le rôle de Sheila dans la comédie musicale Hair et en 1972 pour les comédies musicales Godspell et Jesus Christ Superstar. Suivent en 1974 une collaboration avec Amon Düül II et dans l'émission de télévision disco avec la chanson Cadillac ("... drive away"). À partir de 1975, Jutta Weinhold fait des sessions de blues avec le Kaftan Blues Band. Dans l'ambiance de la scène rock hambourgeoise, elle sort en 1976 le LP Coming sous son nom, suivi en 1978 de l'album Jutta Weinhold. De 1976 à 1978, elle est une musicienne invitée avec Udo Lindenberg, cette collaboration aboutit au premier album live d'Udo Lindenberg Livehaftig en 1979, dans lequel elle chante toutes les parties vocales féminines. Pour une production du Sénat de Berlin en 1980, le Jutta Weinhold Band enregistre l'album Mach 'nen Bogen um die Drogen. Après avoir sorti l'album en langue allemande Volksmusik avec la formation de Breslau en 1982, elle est soupçonnée injustement de sympathie pour les idées de droite en raison de la dénomination au moins ambiguë et des paroles provocantes.
En 1985, elle fonde le groupe Zed Yago, avec des albums conceptuels desquels elle cofonde le genre « Dramatic Metal ». L'histoire de Zed Yago se base sur les expériences de la fille fictive du Hollandais volant ; en octobre 2011, Jutta Weinhold publie son premier livre qui reprend l'histoire de ces chansons. En raison d'un différend juridique sur le nom du groupe, ce concept se poursuit ensuite sous les noms de Velvet Viper et Weinhold, sans pouvoir s'appuyer sur le succès de Zed Yago de la fin des années 1980.
En plus de ces projets, qui combinent du heavy metal avec des éléments de musique classique, Jutta Weinhold est une musicienne de studio et de session. Sa voix expressive et puissante convient non seulement au rock, mais aussi au blues et au gospel.
Jutta Weinhold se produit avec le Jutta Weinhold Band (JWB) depuis 2012. Les membres du groupe sont l'ancien camarade du groupe Claus Reinholdt (mort en 2018), également connu sous le nom de Bubi « The Schmied » Blacksmith, de Zed Yago (batterie) et Carsten « Sharky » Meyer (basse). Le quatuor est complété par Kai Reuter « Das Reuterbrett » à la guitare, qui joue également de la guitare pour Jutta Weinholds Akustik Randale.

## Discographie

### Jutta Weinhold
- Cadillac (fahr weg)/Ticket nach Memphis (single) (1974)
- Coming (1976)
- Jutta Weinhold (1978)
- In Session (1999, Jutta Weinhold Band feat. Klaus Henatsch)

### Jutta.Weinhold-Band
- Mach 'nen Bogen um die Drogen (LP) (1980)

### Breslau
- Volksmusik (1982)

### Zed Yago
- From Over Yonder (1988)
- Pilgrimage (1989)
- From the Twilight Zone – The Best Of Zed Yago (2002)

### Velvet Viper
- Velvet Viper (1990)
- The 4th Quest For Fantasy (1992)
- Respice Finem (2018)

### Weinhold
- To Be Or Not … (1993)
- From Heaven Through The World To Hell (2004)
- Below the line (2006)
- Read between the lines (2010)

### Jutta Weinhold's Akustik Randale
- CD Rock on (2009)